# 알카드르
꾸란의 97번째 수라, 알카드르엔 거룩한 밤에 천사들이 강림하여 신앙인들에게 인사하는 내용으로 이뤄졌다.
신앙인들이 있는 이 밤은 어느 때보다도 더 훌륭해 축복할 만하다는 내용이 이 수라의 전문이다.
إِنَّا أَنزَلْنَاهُ فِي لَيْلَةِ الْقَدْرِ ( 1 ) 
선실로 하나님은 거룩한 밤에이 계시를 내리나니
وَمَا أَدْرَاكَ مَا لَيْلَةُ الْقَدْرِ ( 2 ) 
거죽한 밤이 무엇인지 무엇이 그대에게 설명하여 주리요
لَيْلَةُ الْقَدْرِ خَيْرٌ مِّنْ أَلْفِ شَهْرٍ ( 3 ) 
거룩한 이 밤은 천개월보다 더 훌륭한 밤으로
تَنَزَّلُ الْمَلَائِكَةُ وَالرُّوحُ فِيهَا بِإِذْنِ رَبِّهِم مِّن كُلِّ أَمْرٍ ( 4 ) 
이 밤에 천사들과 가브리엘 천사가 주님의 명령을 받아 강림 하여
سَلَامٌ هِيَ حَتَّىٰ مَطْلَعِ الْفَجْرِ ( 5 ) 

아침 동녘까지 머무르며 평안 하소서 라고 인사하더라
| 이 전 알알라크 | 수라 97 (아랍어 원문) | 다 음 알바이이나 |
| 1 2 3 4 5 6 7 8 9 10 11 12 13 14 15 16 17 18 19 20 21 22 23 24 25 26 27 28 29 30 31 32 33 34 35 36 37 38 39 40 41 42 43 44 45 46 47 48 49 50 51 52 53 54 55 56 57 58 59 60 61 62 63 64 65 66 67 68 69 70 71 72 73 74 75 76 77 78 79 80 81 82 83 84 85 86 87 88 89 90 91 92 93 94 95 96 97 98 99 100 101 102 103 104 105 106 107 108 109 110 111 112 113 114 |                       |                  |